# My Son the Jihadi
My Son the Jihadi é um documentário britânico de 2015 dirigido por Peter Beard para o Channel 4. Foi ao ar em 22 de outubro de 2015.

## Sinopse
Em 2011, Sally Evans fez uma descoberta devastadora - seu filho mais velho, Thomas com apenas 21 anos, tinha deixado sua casa em uma aldeia em Buckinghamshire e viajou para a Somália para se juntar ao grupo terrorista Al Shabaab.

## Prêmios
| Ano  | Prêmio                 | Categoria           | Resultado |
| ---- | ---------------------- | ------------------- | --------- |
| 2016 | BAFTA Craft Awards     | Edição - Factual    | Indicado  |
| 2016 | Emmy Internacional     | Melhor Documentário | Indicado  |
| 2016 | Prix Italia            | Melhor Documentário | Indicado  |
| 2016 | BAFTA Television Award | Melhor Documentário | Venceu    |